# Dobrice
 Dobrice  (nemško Töbring) je vas ali kraj v občini Trebinja (nemško Treffen am Ossiacher See) južneje od zaselka Trebinjski grad in zaselkov Zgornja vas (Oberdorf) in Dobja (Eichholz) ( na Koroškem. Vas ima 350 prebivalcev (stanje 1. januarja 2023). 

## Lega
Vaško naselje Dobrice se nahaja ob Trebinjskem potoku 1,1 km jugo-jugovzhodno od občinskega središča Trebinja in 1,2 km zahodno od zaselka Zgornja vas (Oberdorf) ter 1,2 km severo-severovzhodno od vrha Oswaldiberg.  

## Zgodovina
Zgodovina Trebinja, ki je prvič omenjena v dokumentu, se začne z ustanovitvijo kraljevega dvora v Trebinju s strani kralja Ludvika Nemškega leta 857 našega štetja in donacijo kralja Karlmanna opatiji Ötting leta 878. Vas leži v neposredni bližini starega gradu Trebinje in zato seveda deli zgodovino tega gradu oziroma naslednika dvorca Trebinja. 
V začetku druge polovice 19. stoletja je večje kmetijsko-gozdne posesti v vasi Dobrice kupil »Slovenski drvar« Štefan Kleinszig (Klajnšek), gospodarsko uspešen slovenski priseljenec v trgovini z gradbenim lesom. Posesti v vasi Dobrice je v 70. letih prevzel njegov sin Matija Kleinszig, ki je leta 1879 z učiteljem Andreasom Rauchsteinerjem najprej v Dobricah (Töbringu) in nato v Trebinju ustanovil gasilsko društvo in bil od leta 1893 do 1900 župan trga Trebinja. 
Zaradi nakupa gozdne posesti – lovskega revirja grofa La Toura se je njegova posest povečala na 180 hektarjev. Ker ni mogel imeti otrok, je posvojil dve hčerki, Paulo in Maud. Matija Kleinszig je bolan umrl leta 1900 po domnevno razposajenem življenju, posest pa je prešla na njegovo vdovo Ano. Po poroki hčerke Maud z gospodom Maxom Mößlacherjem iz Veldna je bila posest leta 1926 prenesena nanjo.